# Dyskografia Benny’ego Benassiego
Dyskografia Benny’ego Benassiego – pełna dyskografia pochodzącego z Mediolanu włoskiego DJ-a i producenta – Benny’ego Benassiego, tworzącego muzykę elektroniczną z gatunku electro house i electroclash.

## Albumy

### Albumy studyjne
| Albumy studyjne | Albumy studyjne             | Albumy studyjne                                                                                    | Albumy studyjne |
| --------------- | --------------------------- | -------------------------------------------------------------------------------------------------- | --- |
| 1.              | Benny Benassi Pres. The Biz | Hypnotica - Album studyjny - Data: 2003 - Label: D:vision - Długość: 61:04 - Liczba utworów: 14    | Single - Satisfaction - Able to Love - No Matter What You Do - Love Is Gonna Save Us - Don't Touch Too Much - I Love My Sex |
| 2.              | Benassi Bros.               | Pumphonia - Album studyjny - Data: 2004 - Label: D:vision - Długość: 56:43 - Liczba utworów: 12    | Single - Don't Touch Too Much - I Love My Sex - Illusion - Rumenian - Hit My Heart - Memory of Love                         |
| 3.              | Benassi Bros.               | ...Phobia - Album studyjny - Data: 2005 - Label: D:vision - Długość: 1:07:10 - Liczba utworów: 12  | Single - Make Me Feel - Every Single Day - Rocket In The Sky - Feel Alive                                                   |
| 4.              | Benny Benassi               | Rock ’n’ Rave - Album studyjny - Data: 2008 - Label: Ultra Records - Długość: - Liczba utworów: 17 | Single - I Am Not Drunk - Come Fly Away                                                                                     |

### Kompilacje
| Kompilacje          | Kompilacje                                                              | Kompilacje | Kompilacje |
| ------------------- | ----------------------------------------------------------------------- | ---------- | ---------- |
| 1.                  | DJ Set 1 - Data: 2003                                                   |            |            |
| 2.                  | Subliminal Sessions 6 - Data: 2004 - Label: Subliminal Records          |            |            |
| 3.                  | The Gallery: Live Sessions - Data: 2005 - Label: Duty Free Recordings   |            |            |
| 4.                  | Cooking for Pump-Kin: Phase One - Data: 2005 - Label: Pump-Kin Music    |            |            |
| 5.                  | Cooking for Pump-Kin: Special Menu - Data: 2007 - Label: Pump-Kin Music |            |            |
| Kompilacje remiksów |                                                                         |            |            |
| 1.                  | Re-Sfaction - Data: 2004                                                |            |            |
| 2.                  | Re-Sfaction 2 - Data: 2006                                              |            |            |
| Greatest Hits       |                                                                         |            |            |
| 1.                  | Best of Benny Benassi / The Best of Benny Benassi - Data: 2006/2007     |            |            |

## Single

### Główne
| Lp. | Data | Jako          | Utwór                 | Album                |
| --- | ---- | ------------- | --------------------- | -------------------- |
| 1.  | 2002 | Benny Benassi | Satisfaction          | Hypnotica            |
| 2.  | 2002 | Benassi Bros. | Don't Touch Too Much  | Hypnotica, Pumphonia |
| 3.  | 2003 | Benny Benassi | Able to Love          | Hypnotica            |
| 4.  | 2003 | Benny Benassi | No Matter What You Do | Hypnotica            |
| 5.  | 2003 | Benny Benassi | Rumenian              | Pumphonia            |
| 6.  | 2003 | Benassi Bros. | I Love My Sex         | Hypnotica, Pumphonia |
| 7.  | 2003 | Benassi Bros. | Illusion              | Pumphonia            |
| 8.  | 2004 | Benny Benassi | Love Is Gonna Save Us | Hypnotica            |
| 9.  | 2004 | Benassi Bros. | Hit My Heart          | Pumphonia            |
| 10. | 2004 | Benassi Bros. | Memory of Love        | Pumphonia            |
| 11. | 2005 | Benassi Bros. | Make Me Feel          | ...Phobia            |
| 12. | 2005 | Benassi Bros. | Every Single Day      | ...Phobia            |
| 13. | 2005 | Benassi Bros. | Rocket in the Sky     | ...Phobia            |
| 14. | 2006 | Benassi Bros. | Feel Alive            | ...Phobia            |
| 15. | 2006 | Benny Benassi | Who’s Your Daddy?     | Rock ’n’ Rave        |
| 16. | 2008 | Benny Benassi | I Am Not Drunk        | Rock ’n’ Rave        |
| 17. | 2009 | Benny Benassi | Come Fly Away         | Rock ’n’ Rave        |
| 18. | 2009 | Benny Benassi | Finger Food           | Rock ’n’ Rave        |
| 19. | 2010 | Benny Benassi | Spaceship             | Electroman           |
| 20. | 2010 | Benny Benassi | Cinema                | Electroman           |
| 21  | 2011 | Benny Benassi | Electroman            | Electroman           |
| 22  | 2011 | Benny Benassi | Control               | Electroman           |

### Pozostałe
| Lp. | Data | Jako       | Utwór                           | Album     |
| --- | ---- | ---------- | ------------------------------- | --------- |
| 1.  | 1992 | Benny B.   | The Logical Song                | –         |
| 2.  | 1995 | KMC        | Somebody To Touch Me            | ...Phobia |
| 3.  | 1996 | KMC        | Street Life                     | –         |
| 4.  | 1998 | Benny B.   | Stone Fox Chase/Funky Harmonica | –         |
| 5.  | 1998 | Benny Bee  | Life Is Life                    | –         |
| 6.  | 1999 | Benny B.   | Waiting For You                 | –         |
| 7.  | 2000 | Benny Bee  | Free World                      | –         |
| 8.  | 2000 | Blue Storm | Land of Freedom                 | –         |
| 9.  | 2000 | Blue Storm | You'll Take Someone             | –         |
| 10. | 2001 | KMC        | I Feel So Fine                  | Pumphonia |
| 11. | 2001 | KMC        | Get Better                      | Pumphonia |
| 12. | 2002 | Benny B.   | Able to Love                    | Hypnotica |
| 13. | 2002 | Benny B.   | Satisfaction                    | Hypnotica |
| 14. | 2004 | Bat67      | I Want You To Come              | –         |
| 15. | 2005 | FB         | Who's Knockin'?                 | –         |